# Tremont, Pennsylvania
Tremont är en ort i Schuylkill County i delstaten Pennsylvania, USA.